# Walburga (Vorname)
Walburga ist ein deutscher weiblicher Vorname.

## Herkunft und Bedeutung
Walburg, ursprünglich Waltpurc, latinisiert Walburga oder Walburgis, ist ein zweigliedriger germanischer Name. Das erste Namenselement Walt- geht auf das ahd. waltan ‚herrschen‘ zurück, der zweite Teil auf ahd. burg ‚Burg, Zuflucht, Schutz‘. Der Vorname Walburga kommt heute im deutschen Sprachraum selten vor; am häufigsten findet er sich in Süddeutschland und in Österreich.

## Varianten
- Walburg, Walpurga, Walburgis, Walpurgis, Valpuri (finnisch)

## Namenstag
25. Februar – Heilige Walburga

## Bekannte Namensträgerinnen
Walburga/Walburgis
- Walburga (um 710–779/80), Äbtissin im fränkischen Heidenheim, Heilige der Katholischen Kirche
- Walburga von Heerse (um 868), Gründerin und erste Äbtissin des Adligen Damenstiftes Heerse (heute Bad Driburg-Neuenheerse) bei Paderborn
- Walburga Beutl (* 1946), österreichische Politikerin (ÖVP)
- Walburga Feiden (* 1940), deutsche Politikerin (SPD), Bürgermeisterin von Bad Honnef
- Walburga Fricke (1936–2019), bayerische Politikerin (CSU)
- Walburga Habsburg Douglas (* 1958), deutsch-schwedische Juristin und Politikerin, seit 2006 Mitglied des schwedischen Reichstags
- Walburga von Hohenthal (1839–1929), Hofdame am preußischen Königshof und Autorin
- Walburga Külz (1921–2002), deutsche Keramikerin
- Walburga Litschauer (* 1954), österreichische Musikwissenschaftlerin und Schubert-Expertin
- Walburga von Manderscheid (* 1468; † nach Oktober 1530) war eine deutsche Adelige
- Walburga „Dolly“ Oesterreich (1864 oder 1870–1961), US-amerikanische Hausfrau und Hauptakteurin in einem der skurrilsten Mordfälle der Kriminalgeschichte
- Walburga Wegner (1908–1993), deutsche Opernsängerin

Walpurgis/Walpurga
- Walburgis (Rietberg) (1555/56–1586), Gräfin von Rietberg 1565–1576 und 1584–1586
- Walpurga Hausmännin (* 1510/1527; † 1587) war eine bayerische Hebamme. wegen angeblicher Hexerei verbrannt
- Walpurga Schindl (1826–1872), Tiroler Dichterin

Zwischenname
- Maria Theresia Walburga Amalia Christine (1717–1780),  „Kaiserin“ Maria Theresia, Königin von Ungarn und Böhmen, Erzherzogin von Österreich, Gemahlin von Franz I. Stephan von Lothringen, Kaiser des Heiligen Römischen Reiches (1708–1765)
- Anna Maria Walburga Mozart (1720–1778), Mutter von Wolfgang Amadeus Mozart
- Maria Anna Walburga Ignatia Mozart (1751–1829), Mozarts Schwester „Nannerl“
- Maria Antonia Walpurgis von Bayern